# Miles Teller
Miles Alexander Teller, född 20 februari 1987 i Downingtown, Pennsylvania, är en amerikansk skådespelare.
Teller uppmärksammades när han spelade huvudrollen i The Spectacular Now 2013 och belönades med Dramatic Special Jury Award for Acting vid Sundance Film Festival med motspelerskan Shailene Woodley. 2014 spelade han trummisen Andrew Neiman i den kritikerrosade filmen Whiplash, som nominerades till en Oscar för bästa film. Han har rollen som Peter Hayes i Divergent 2014 och dess uppföljare Insurgent 2015 och Allegiant 2016.
Vid BAFTA-galan 2015 nominerades han till Rising Star Award.
2015 spelade Teller Mr. Fantastic i den nya filmversionen av Fantastic Four, tillsammans med Jamie Bell, Michael B. Jordan och Kate Mara.
Den 1 september 2019 gifte sig Teller med modellen Keleigh Sperry.

## Filmografi (i urval)
- 2009 – The Unusuals (TV-serie) (Avsnitt: Boorland Day)
- 2010 – Rabbit Hole
- 2011 – Footloose
- 2012 – Project X - Hemmafesten
- 2013 – The Spectacular Now
- 2013 – 21 & Over
- 2014 – Whiplash
- 2014 – That Awkward Moment
- 2014 – Divergent
- 2014 – Two Night Stand
- 2015 – Insurgent
- 2015 – Fantastic Four
- 2016 – Allegiant
- 2016 – Get a Job
- 2016 – War Dogs
- 2016 – Bleed for This
- 2017 – Thank You for Your Service
- 2017 – Only the Brave
- 2019 – Too Old to Die Young (TV-serie)
- 2022 – Top Gun: Maverick
- 2025 – The Gorge
- 2025 – Eternity
- 2026 – Michael